# فردوس‌التواریخ
فردوس‌التواریخ کتابی است از نوروزعلی بسطامی، نویسنده و محقق سمنانی، که اطلاعاتی مفید و ارزشمند دربارهٔ تاریخ خراسان، مشهد و رویدادهای تاریخی آن، حرم امام رضا و موقوفات و متولیان آن، که از منابع مهم مشهدپژوهی به‌شمار می‌آید.
مؤلف دلیلِ نگارش کتاب را نبودِ تاریخی مدون برای «تاریخ ارض اقدس رضوی» بیان می‌کند و اثر خویش را در یک مقدمه و چهار باب به نگارش درآورده‌است. تصحیح علمی و انتقادیِ آن نخستین بار توسط علی‌رضا اکرامی انجام گرفته، که در سال ۱۳۹۰ توسط کتابخانه، موزه و مرکز اسناد مجلس شورای اسلامی منتشر شد.
تصحیح دیگری نیز توسط سیدحمید سیدی، غلامرضا پرنده و ابراهیم عرب‌پور صورت گرفته که در سال ۱۳۹۳ از سوی بنیاد پژوهش‌های آستان قدس رضوی انتشار یافته‌است.